# Бокарева, Галина Алексеевна
Галина Алексеевна Бокарева (род. в 1941 году) — швея-мотористка опытно-технической фабрики имени Клары Цеткин Центрального научно-исследовательского института швейной промышленности Министерства лёгкой промышленности СССР, гор. Москва, полный кавалер ордена Трудовой Славы (1986).

## Биография
Родилась в 1941 году в городе Москва. Русская. Окончила школу-семилетку, в 1961 году – школу фабрично-заводского обучения при фабрике имени Клары Цеткин, в 1962 году – вечернюю среднюю школу № 12 в Москве. В 1967 году вступила в КПСС.
С 1961 году трудилась швеёй-мотористкой на фабрике имени Клары Цеткин (с 1969 года – опытно-техническая фабрика имени Клары Цеткин). В 1970-х годах на фабрике автоматизированы 6 пошивочных цехов, в 1976 году пущен цех влажно-тепловой обработки. Около 25 процентов продукции выпускалось с государственным знаком качества.
Г. А. Бокарева, в совершенстве овладев профессией швеи-мотористки, ежегодно достигала высоких производственных показателей. Работая с наивысшей производительностью труда, постоянно перевыполняла сменное задание на 200 процентов. Производительность её труда была на 59 процентов выше, чем в среднем по предприятию. Совмещала высокую производительность труда с отличным качеством выпускаемых изделий – выпуск изделий 1-го сорта составлял 100 процентов при плановой 93,6% по предприятию.
Указами Президиума Верховного Совета СССР от 4 марта 1976 года и 16 января 1981 года Бокарева Галина Алексеевна награждена орденами Трудовой Славы 3-й и 2-й степеней соответственно.
В 1985 году одной из первых на предприятии выполнила за одиннадцатую пятилетку (1981–1985) два пятилетних задания к 23 декабря 1985 года, выпустив сверх плана 4852 пальто.
Указом Президиума Верховного Совета СССР от 23 мая 1986 года за успехи, достигнутые в выполнении заданий одиннадцатой пятилетки и социалистических обязательств, Бокарева Галина Алексеевна награждена орденом Трудовой Славы 1-й степени. Стала полным кавалером  ордена Трудовой Славы.
Работала на фабрике до выхода на пенсию, более 30 лет.
Проживала в Москве, район «Перово».

## Награды
Награждена орденами Трудовой Славы 1-й, 2-й, 3-й степеней:
3 ст. 04.03.1976 № 163680
2 ст. 16.01.1981 № 19304
1 ст. 23.05.1986 № 272
- медалями[1].